# To Have and Have Not
To Have And Have Not (Brasil: Uma aventura na Martinica / Portugal: Ter Ou não ter) é um filme de aventura e romance de guerra americano de 1944 dirigido por Howard Hawks, vagamente baseado no romance homônimo de Ernest Hemingway de 1937. É estrelado por Humphrey Bogart, Walter Brennan e Lauren Bacall com Dolores Moran, Hoagy Carmichael, Sheldon Leonard, Dan Seymour e Marcel Dalio no elenco. A trama, centrada no romance entre um pescador autônomo na Martinica e uma bela americana, é complicada pela crescente resistência francesa na França de Vichy.
Hemingway e Hawks eram amigos próximos e em uma viagem de pesca, ele disse ao romancista que poderia fazer um ótimo filme de seu pior livro revelando não gostar de To Have and Have Not. Jules Furthman escreveu o primeiro roteiro, que, assim como o livro, foi ambientado em Cuba. No entanto, a ambientação foi alterada para ser ambientado na Martinica francesa porque o retrato do governo de Cuba foi considerado uma violação da política de Boa Vizinhança dos Estados Unidos. O amigo do diretor, William Faulkner acabou sendo o principal roteirista, monitorando as revisões e reformulando trechos devido ao Código Hays. As filmagens começaram em 29 de fevereiro de 1944 e terminaram em 10 de maio.
O filme estreou em Nova York em 11 de outubro de 1944. A recepção do público foi, geralmente positiva. As críticas foram mistas, com muitos afirmando que tratava-se de um remake de Casablanca (1942). Os críticos mencionaram especificamente a atuação de Lauren Bacall ou a química entre Humphrey Bogart e ela na tela, eles iniciaram um relacionamento durante a produção e se casaram em 1945, após o lançamento da produção. To Have and Have Not foi um dos 10 filmes de maior bilheteria de 1944 e recebeu um prêmio do National Board of Review.

## Enredo

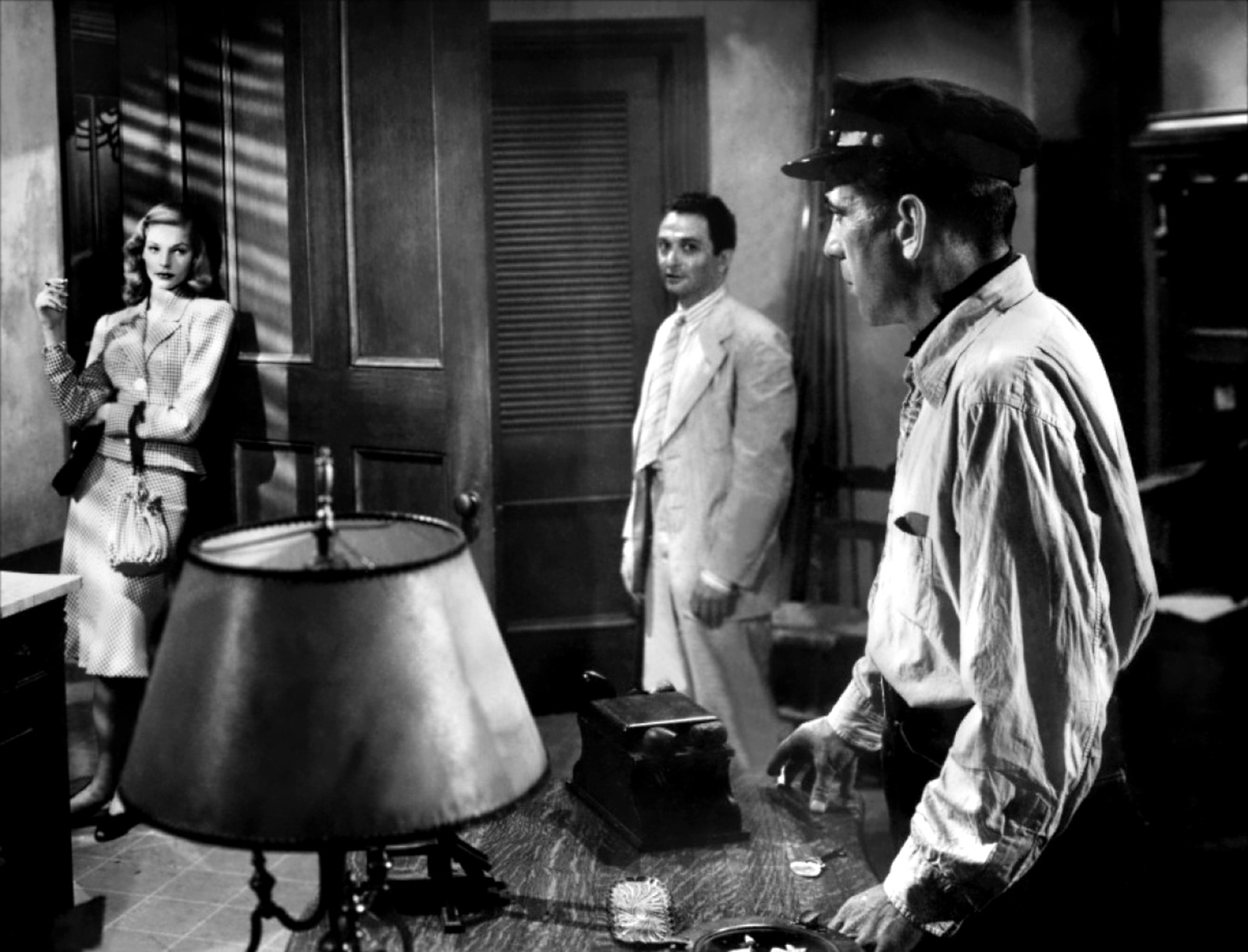
Bacall, Dalio e Bogart contracenando juntos

No verão de 1940, Harry "Steve" Morgan (Humphrey Bogart) opera um barco de pesca esportiva, o Queen Conch em Fort-de-France, na colônia francesa da Martinica. Não faz muito tempo desde a queda da França e a ilha está sob o controle da França de Vichy que é pró-Hitler. Harry ganha a vida modestamente fretando barcos para turistas, tripulado por seu amigo tagarela Eddie (Walter Brennan). Ele cuida carinhosamente de Eddie, um antigo camarada de confiança reduzido a um bêbado. A ilha é um barril de pólvora de dissidência, abrigando muitas pessoas simpatizantes da França Livre. O atual cliente de Harry, Johnson (Walter Sande), deve a ele US$ 825. Johnson insiste que não tem dinheiro suficiente para quitar sua conta, mas promete receber os fundos quando os bancos abrirem no dia seguinte.
De volta ao seu hotel, Harry é abordado pelo proprietário, Gérard (Marcel Dalio) - conhecido como "Frenchy" pelos falantes de inglês - que o incentiva a ajudar a Resistência Francesa contrabandeando algumas pessoas para a ilha. Harry se recusa terminantemente, optando por se manter afastado da atual situação política. Ainda no hotel, o protagonista conhece Marie ("Slim") Browning (Lauren Bacall), uma jovem viajante americana recém-chegada de avião do Rio de Janeiro. Tentando evitar as investidas de Johnson, que está bêbado, ela se oferece para um dueto de "Am I Blue" com o pianista Cricket (Hoagy Carmichael) e seu grupo no bar do hotel. Observador atento, Harry percebe que Slim furta a carteira de Johnson e a segue até o quarto dela, do outro lado do corredor. Ele a obriga a entregar a carteira, que contém US$ 1.400 em cheques de viagem e uma passagem de avião para a manhã seguinte, antes da abertura dos bancos. Ao devolver a carteira a Johnson, Harry exige que ele assine os cheques para pagá-lo imediatamente. Nesse momento, um tiroteio em frente ao hotel entre a polícia e a Resistência se espalha para o bar, e Johnson é morto por uma bala perdida. A polícia leva Harry, Slim e Frenchy para interrogatório, confiscando a carteira de Johnson, o passaporte de Harry e seu próprio dinheiro quando ele se mostra combativo.
De volta ao hotel, Gérard se oferece para contratar Harry, agora praticamente sem dinheiro, para transportar os membros da Resistência Paul de Bursac (Walter Surovy) e sua esposa Hélène (Dolores Moran) de uma ilhota próxima para a Martinica. Harry aceita relutantemente. Enquanto isso, um romance sexualmente carregado se desenvolve entre Harry e Slim, que sente que Harry está começando a se apaixonar por ela. Suas esperanças são frustradas quando ele usa a maior parte do dinheiro que ganhou transportando os fugitivos para comprar uma passagem de volta para os Estados Unidos no próximo voo.

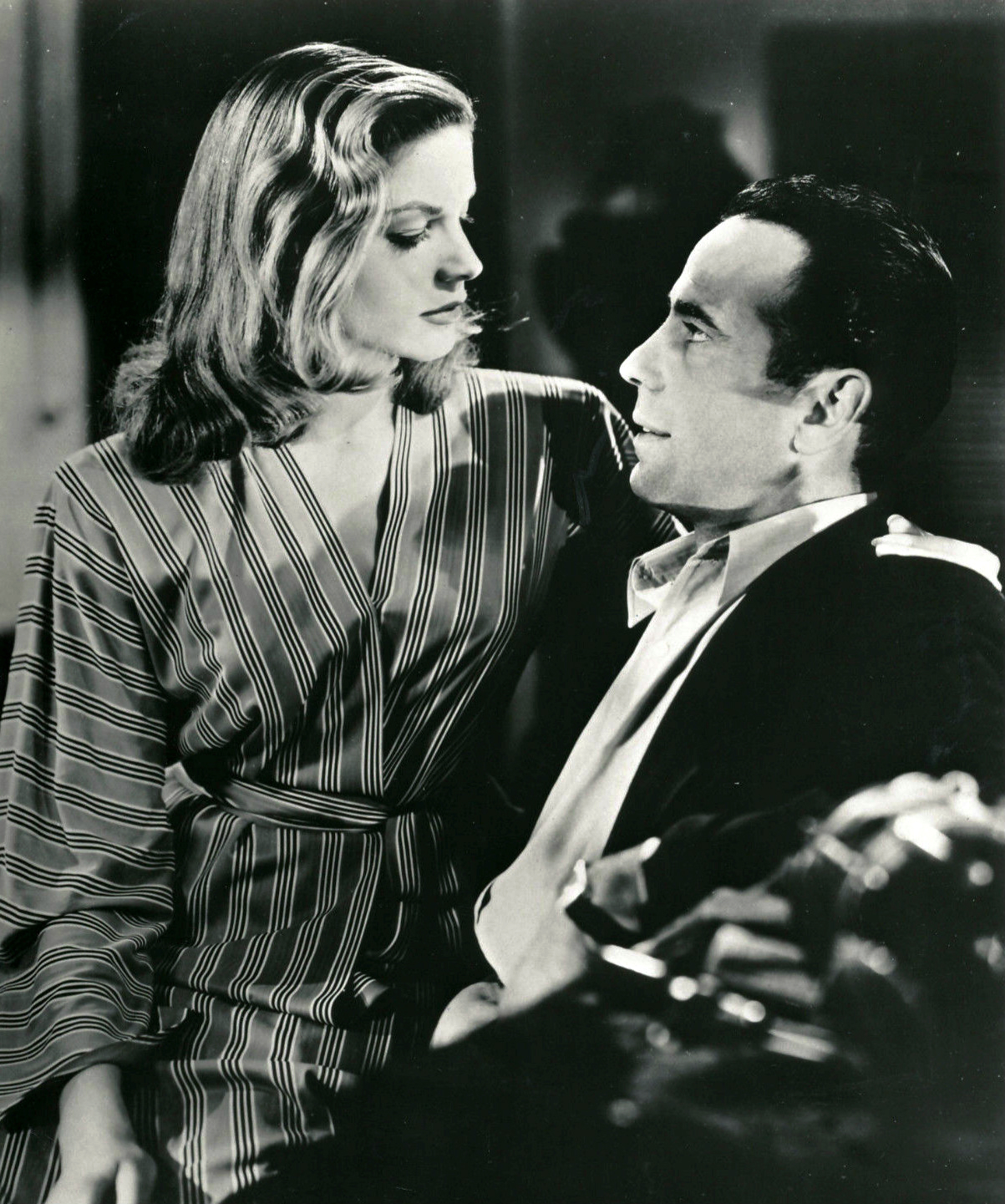
Bogart e Bacall, cuja atração na tela levou a um caso amoroso e depois a um casamento de longo prazo

Harry resgata os De Bursac, mas seu barco é visto e alvejado por um navio de patrulha da Marinha. De Bursac é ferido, mas Harry consegue escapar e transferir seus passageiros para um barco a remo previamente combinado. Ao retornar ao hotel, encontra Slim ainda lá, tendo escolhido ficar com ele. Os De Bursac estão escondidos no porão do hotel; a pedido de Frenchy, Harry remove a bala do ombro de Paul. Ele descobre que o casal veio à Martinica para ajudar um homem a escapar da colônia penal da Ilha do Diabo, a fim de auxiliar os Franceses Livres. De Bursac pede a ajuda de Harry nessa operação, mas Harry respeitosamente recusa.
A polícia retorna ao hotel e revela que reconheceu o barco de Harry na noite anterior. Eles também revelam que Eddie está sob custódia novamente, desta vez retendo bebidas alcoólicas dele para fazê-lo revelar os detalhes do plano de contrabando. Encurralado em seu quarto de hotel pelas autoridades de Vichy, Harry vira o jogo, matando um homem e mantendo o capitão da polícia Renard (Dan Seymour) sob a mira de uma arma. Ele o força a ordenar a libertação de Eddie e assinar os passes do porto. Harry, Eddie e Slim então seguem juntos para o Queen Conch com a intenção de se encontrar com Frenchy e os De Bursacs, para libertar o homem da Ilha do Diabo.

## Elenco

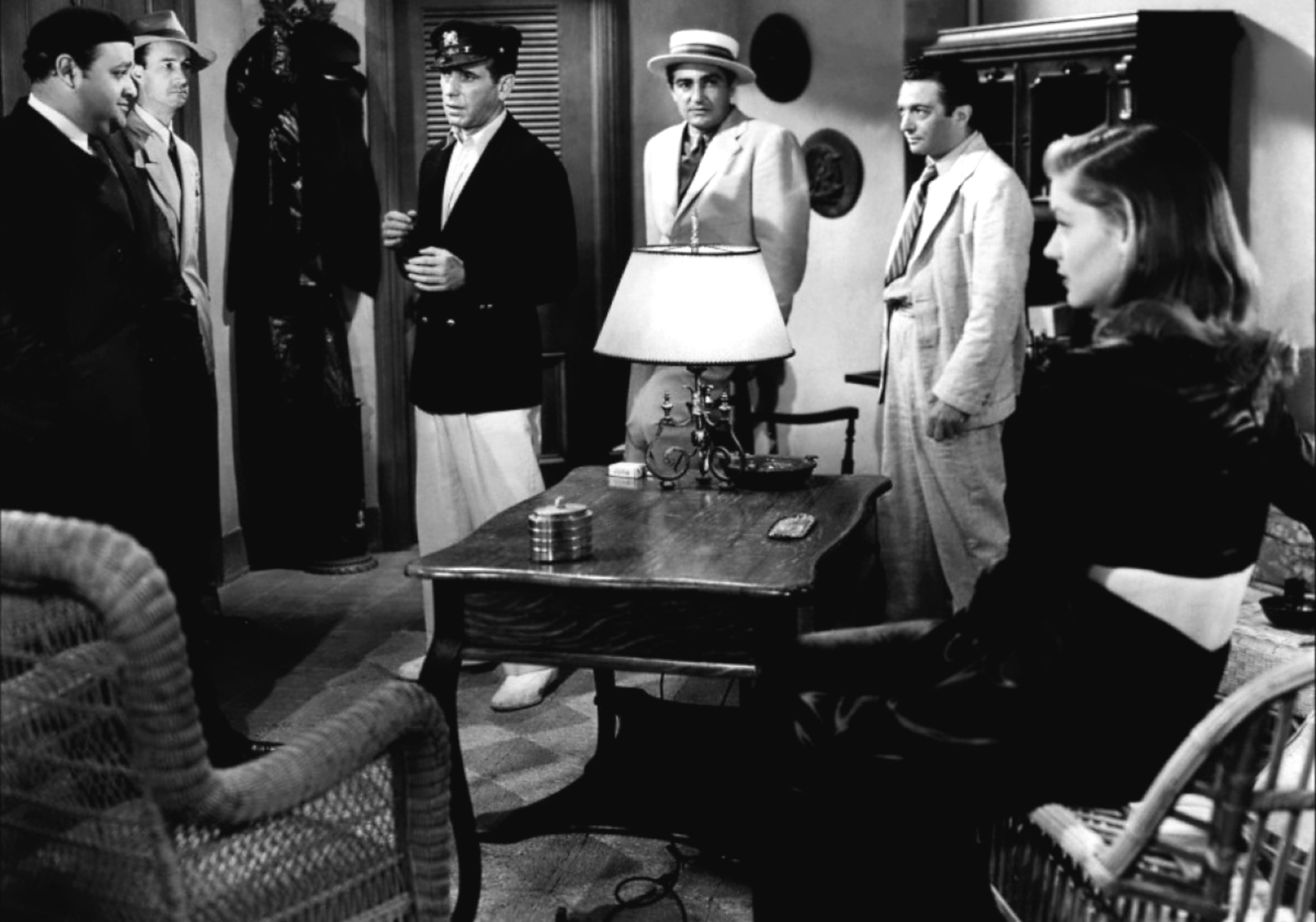
Left to right: Dan Seymour, Aldo Nadi, Humphrey Bogart, Sheldon Leonard, Marcel Dalio e Lauren Bacall em To Have and Have Not

- Humphrey Bogart como Harry "Steve" Morgan. Uma escolha de elenco quase imediata, Bogart foi escalado pela Warner Bros no início de 1943.[4]
- Walter Brennan como Eddie. Hawks se encontrou com Brennan para uma conferência de pré-produção em dezembro de 1943. O ator foi emprestado pela Goldwyn por US$ 2.500 por semana, de março a maio de 1944 para interpretar o personagem. O acordo previa que o nome de Brennan apareceria com 60% do tamanho do nome de Bogart nos créditos.[5]
- Lauren Bacall como Marie "Slim" Browning. Na época da escalação, Bacall era uma modelo de 18 anos. Ela havia aparecido na capa da Harper's Bazaar e foi notada pela esposa de Hawks, Nancy "Slim" Keith , que mostrou a foto da capa ao marido.[4] O diretor então procurou Bacall em abril de 1943 e a contratou para o papel, sendo sua primeira aparição no cinema. No filme, Harry a chama pelo apelido de "Slim", e ela o chama de "Steve", os apelidos usados entre Keith e Hawks. O cineasta filmou seu teste de tela com o ator contratado John Ridgely em janeiro de 1944 com uma encenação de sedução com assobio.[6] Esta cena não era originalmente para entrar no filme, mas Jack L. Warner disse a Hawks que ele precisava integrá-la ao filme, e então ela foi posteriormente adaptada para o longa-metragem.[7] Após o teste de tela, o diretor assinou seu primeiro contrato pessoal com uma atriz até então desconhecida e depois de completar dezenove anos, Hawks mudou seu nome de Betty Perske, usando uma variação do nome de solteira de sua mãe, "Bacall", para seu novo sobrenome.[8][9] O cineasta teve que decidir se o interesse amoroso em To Have and Have Not seria dividido entre duas atrizes ou ficaria apenas com Bacall. A Warner Bros. não estava interessada em um filme estrelado por uma atriz desconhecida e exigiu que Hawks fizesse testes com algumas das atrizes do estúdio, como Dolores Moran e Georgette McKee.[10] Entretanto, ele estava confiante em Bacall e acreditava que só precisava convencer Feldman, Warner e Bogart.[11] A intérprete recebeu a oferta do papel no início de 1944, com metade de seu contrato pertencendo a Hawks e a outra metade à Warner.[12]
- Dolores Moran como Mme Hélène de Bursac. Ann Sheridan foi considerada para o papel de Sylvia/Helen quando sua personagem teve um papel maior no filme. Com o personagem de Sylvia/Helen sendo reduzido, Moran foi escalada para um contraste mais voluptuoso com a esbelta Bacall.[11]
- Hoagy Carmichael como Cricket. Um compositor proeminente, Carmichael foi descoberto por Hawks em uma festa. Este foi seu primeiro papel creditado no cinema e até então era mais conhecido por Topper (1937).[13]
- Sheldon Leonard como Tenente Coyo
- Walter Surovy como Paul de Bursac
- Marcel Dalio como Gérard (francês). O ator já havia interpretado um francês ao lado de Bogart como Emil, o Croupier de Casablanca (1942).
- Walter Sande como Johnson, o cliente inepto de Harry[14]
- Dan Seymour como Capitão Renard. Seymour, que interpretou Abdul em Casablanca (1942), se inscreveu para interpretar um revolucionário cubano e ficou chocado ao perceber que seu personagem não estava no roteiro. Em vez disso, ele recebeu o papel de um policial de Vichy, e Hawks insistiu que ele engordasse (ele pesava 136 quilos na época), além de exibir um leve sotaque francês.[15]
- Aldo Nadi como guarda-costas de Renard
- Paul Marion como Beauclère
- Eugene Borden como Intendente
- Patricia Shay como Sra. Beauclère
- Emmett Smith como Barman
- Pat West como Barman
- Cee Pee Johnson como baterista no Bar du Zombie (não creditado)[16][17]

## Produção

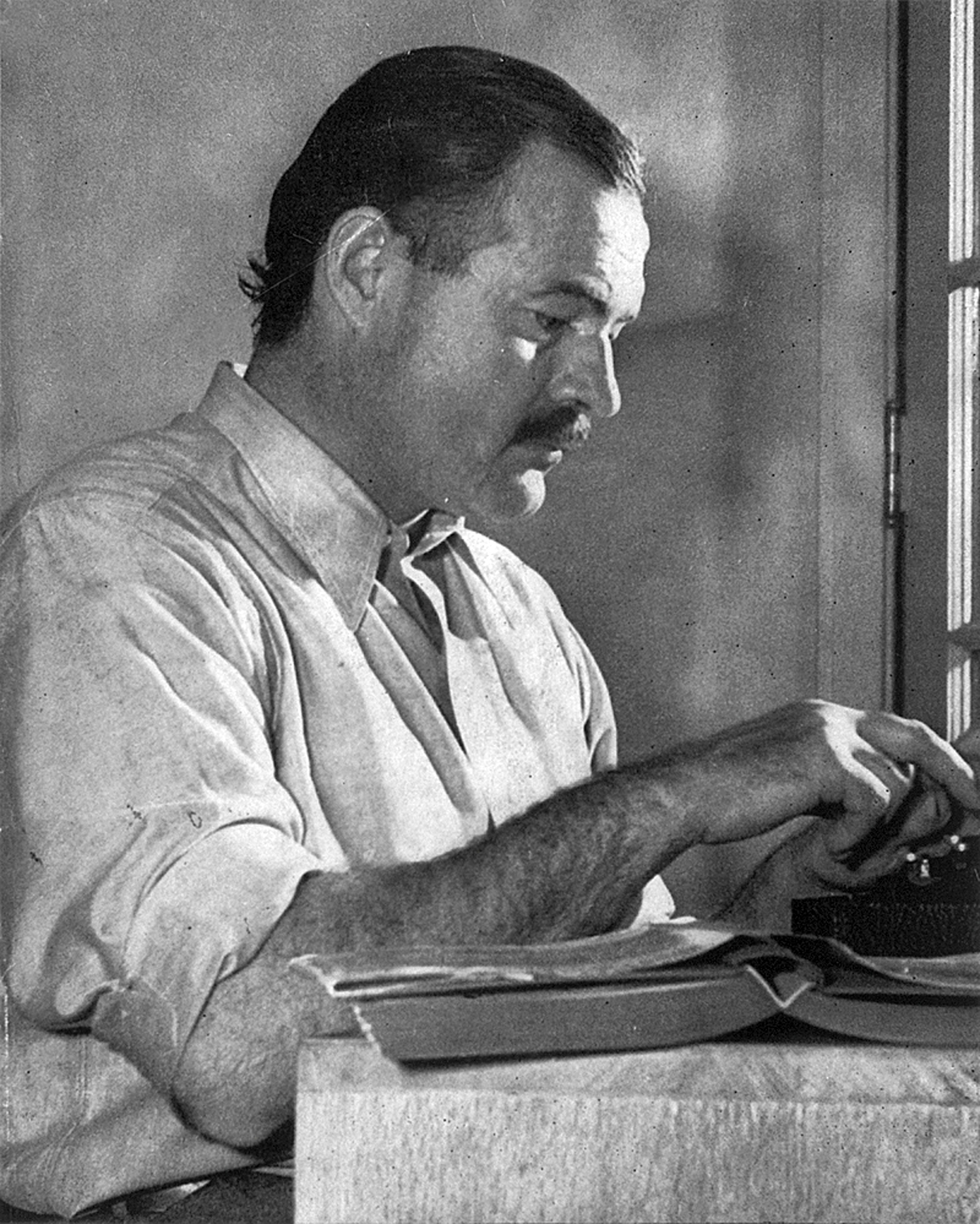
o romancista Ernest Hemingway autor de To Have and Have Not

Em uma viagem de pesca de dez dias, o diretor independente Howard Hawks tentou persuadir o romancista Ernest Hemingway a escrever um roteiro para ele, mas o autor não estava interessado em trabalhar em Hollywood. O cineasta insistiu que poderia fazer um filme a partir da "pior história" de Hemingway. Embora Hawks tivesse grande consideração pelas obras do escritor em geral, ele considerou To Have and Have Not um "monte de lixo" e disse isso a Hemingway. Ambos trabalharam no roteiro durante o restante da viagem de pesca. Eles decidiram que a adaptação não se pareceria com o romance, mas contaria a história de como Morgan conheceu Marie. O personagem de Marie foi extensivamente alterado para o longa-metragem.
Em maio de 1939, Hemingway vendeu os direitos do livro para a Hughes Tool Company, com quem Hawks tinha conexões. Ele comprou os direitos do livro em outubro de 1943 e os vendeu para a Warner Bros. Como os direitos de To Have and Have Not oscilaram entre os vendedores, Hawks ganhou dez vezes mais dinheiro vendendo os direitos do que Hemingway. Ao saber disso, o autor teria se recusado a falar com o cineasta por "três meses". O  roteiro de To Have and Have Not tem pouca semelhança com o romance de Hemingway. As únicas semelhanças incluem o título, o nome e alguns traços de personalidade de Harry Morgan, o nome de Marie, o nome de Eddie e o nome e traços de personalidade de Johnson. Johnson é o único personagem que permaneceu o mesmo na adaptação condenar. O longa-metragem segue fielmente apenas com os quatro primeiros capítulos do livro.

### Roteiro
Howard Hawks recrutou Jules Furthman para trabalhar no roteiro. Concluído em 12 de outubro de 1943, o roteiro inicial tinha 207 páginas que se assemelhava mais ao romance do que o roteiro final. No final de dezembro, Furthman havia concluído um roteiro revisado com sessenta páginas a menos. Hawks o instruiu a alterar o personagem de Marie para ser mais sensual e masculino como Marlene Dietrich. Na versão anterior do roteiro, a bolsa da personagem de Lauren Bacall era roubada; após a revisão, ela saqueia a bolsa. Grande parte da personalidade de Marie foi baseado na esposa de Hawks, Slim Keith. Algumas de suas falas supostamente vieram diretamente de Keith. E segundo ela, Furthman até a sugeriu que pedisse crédito pelo roteiro. Houve uma segunda versão de roteiro sendo escrita caso a interpretação de Bacall não soasse convincente. Furthman trabalhou no roteiro durante janeiro e fevereiro de 1944 e contratou Cleve F. Adams e Whitman Chambers para ajudá-lo. Sendo por fim, concluído antes de 14 de fevereiro de 1944.
Joseph Breen leu o roteiro e citou 36 diálogos que violam o Código Hays, citando que Morgan foi retratado como um assassino impune e as mulheres eram promíscuas. Ele afirmou que os personagens devem ser suavizados, o estúdio teve que remover todas as sugestões de relações sexuais inapropriadas entre homens e mulheres e que o assassinato deve ser esclarecido para parecer legítima defesa. Como o filme foi filmado durante a Segunda Guerra Mundial, Hawks mudou o cenário de Cuba para a Martinica controlada por Vichy, conforme exigido pelo Gabinete do Coordenador de Assuntos Interamericanos para apaziguar o governo Roosevelt. Eles se opuseram à representação desfavorável do governo de Cuba em oposição à política de "Boa Vizinhança" do governo dos EUA em relação às nações latino-americanas. O escritor William Faulkner foi chamado pelo diretor em 22 de fevereiro de 1944, para evitar recontar o conflito político entre a França Livre e o governo de Vichy no enredo e para satisfazer o departamento de censura. O escritor resolveu transferir a temática para Martinica, porque ele estava trabalhando em um enredo não produzido envolvendo Charles de Gaulle, então estava familiarizado com os detalhes. Jules Furthman foi descartado do projeto após a contratação de William Faulkner.
William Faulkner e Ernest Hemingway nunca se conheceram, mas To Have and Have Not é considerado por Charles M. Oliver a melhor adaptação para o cinema dos romances de Hemingway. Para satisfazer o Código Hays, Faulkner escreveu que todos os personagens dormiriam no mesmo hotel, mas colocaram os quartos de Morgan e Marie um de frente para o outro para facilitar as interações entre eles, bem como reduziram o alcoolismo de Marie e removeram cenas em que Morgan parecia ser um assassino. Outras adições incluíram Marie se tornando o único interesse romântico de Morgan e o casal Helen e Paul virando membros da resistência anti-nazistas. Finalmente, o roteirista fez o filme durar três dias ao invés de muitos meses como no livro. Hawks pretendia que o roteiro fosse vagamente modelado em Casablanca (1942), que também estrelou Humphrey Bogart, esperando o mesmo sucesso que o longa-metragem havia encontrado nas bilheterias.

### Filmagem
A produção começou em 29 de fevereiro de 1944, com apenas 36 páginas do roteiro escritas, devido a mudanças exigidas pelo escritório do Código de Produção. Faulkner teve muito pouco tempo entre a reconstrução dos cenários para continuar o roteiro, portanto, cada cena foi escrita três dias antes de ser filmada. A leitura final do elenco foi feita em 6 de março de 1944, com as mudanças finais do roteiro concluídas em 22 de abril. Frase por frase, Hawks e Bogart mudaram o roteiro para criar um filme mais sexual e cômico. Por exemplo, o diálogo "É ainda melhor quando você ajuda" não estava originalmente no roteiro e foi adicionado durante as encenações. Após 62 dias, as gravações tiveram sua conclusão em 10 de maio de 1944. Bogart e Hawks atuaram como seus próprios consultores técnicos por causa de sua experiência com pesca e vela.
Após o início das filmagens, um romance se desenvolveu entre Bogart e Lauren Bacall, apesar da desaprovação de Hawks. O ator era casado e tinha 45 anos, mais que o dobro da idade da intérprete e mantiveram o relacionamento em segredo do resto da produção. Esse caso acabou levando Bogart a se divorciar de Mayo Methot e um ano depois de To Have and Have Not se casou com Bacall e permaneceram casados até a morte do ator em 1957. Hawks expandiu o personagem da atriz para aproveitar a química dos protagonistas. De acordo com o documentário "A Love Story: The Story of To Have and Have Not", incluído no lançamento do DVD de 2003, o cineasta reconheceu o potencial de estrela do filme para Bacall. Ele enfatizou o papel dela e minimizou as cenas de Dolores Moran, a outra protagonista feminina do longa-metragem (boatos posteriores informam que Hawks e Moran tiveram seu próprio caso durante a produção). Duas semanas antes do fim das gravações, o diretor chamou Bacall para sua casa onde disse-lhe que Humphrey Bogart não a amava, que ela corria o risco de perder oportunidades de carreira e além de a ameaçar de mandar para a fazer filmes B da Monogram Pictures. A atriz ficou muito chateada e informou a conversa entre eles a Bogart. Isso causou uma discussão entre Hawks e o ator, interrompendo a produção por duas semanas. O intérprete reconheceu seu poder e usou a negociação a seu favor. Depois de negociar com a Warner, Bogart recebeu um salário extra de US$ 33.000, desde que ele prometesse não mais paralisar a produção.

### Direção
Em sua autobiografia, Lauren Bacall descreveu o que chamou de "método de trabalho brilhantemente criativo" de Hawks no set. A artista descreveu que todas as manhãs no set, o diretor sentava-se com ela, Bogart e quem mais estivesse na cena em cadeiras em círculo enquanto uma assistente do roteirista lia a cena. Depois da leitura, o cineasta adicionava diálogos e insinuações sexuais entre os protagonistas, após isto, começavam a  encenação e então Hawks os encorajava a se moverem livremente e fazerem o que fosse confortável para eles. Assim que terminam, o diretor de fotografia Sidney Hickox discutia sobre as configurações da câmera.
De acordo com o biógrafo Todd McCarthy, To Have and Have Not é um filme quintessencial de Hawks. Contém personagens hawksianos clássicos, como o homem forte e sua contraparte feminina. Ele também afirma que, embora elementos de Hemingway, Faulkner e Casablanca (1942) possam ser encontrados no filme, ele representa a capacidade de expressão autoral do cineasta, afirmando que é, "sem dúvida, exatamente o trabalho que seu diretor pretendia que fosse, e não teria sido nada parecido com isso nas mãos de qualquer outra pessoa".

### Trilha sonora
Cricket, o pianista do hotel, foi interpretado pelo cantor e compositor Hoagy Carmichael. No decorrer do filme, Cricket e Slim interpretam "How Little We Know", de Carmichael e Johnny Mercer e "Am I Blue?" de Harry Akst e Grant Clarke. Eles também executam "Hong Kong Blues", de Carmichael e Stanley Adams junto com "The Rhumba Jumps". A música "Baltimore Oriole" deveria ser o tema de Bacall para o longa-metragem, mas foi adicionada apenas como música de fundo na trilha sonora devido à inexperiência vocal da intérprete. Tanto a música de fundo quanto a não diegética é mínima durante as cenas. No entanto, a sua banda sonora, incluindo a faixa-título foi composta por Franz Waxman. Uma sugestão musical, 7b, é creditada ao funcionário da equipe musical que se chama William Lava na partitura original.
De acordo com o professor de estudos de cinema Ian Brookes, Howard Hawks usa jazz, particularmente através de cenas de performance interraciais, para sublinhar o antifascismo na história de To Have and Have Not. Um mito persistente é a de que o adolescente Andy Williams, uma futura estrela da música, dublou o canto para Bacall. De acordo com fontes confiáveis, incluindo Hawks e a atriz citada, isso não era verdade. Williams e também algumas cantoras foram testadas para dublar para Bacall por medo de que ela não tivesse as habilidades vocais necessárias. Mas esses medos foram ofuscados pelo desejo da intérprete fizesse seu próprio canto (talvez defendido por Bogart). O boato é propagado no episódio "Three for the Road" de MacGyver quando um cinéfilo faz esta pergunta específica à sua esposa, e ela responde que Andy Williams, quando tinha 14 anos, dublou a voz de Lauren Bacall mesmo que já naquela época havia fontes contestando essa afirmação. Adrienne L. McLean comenta que a voz baixa e grave da atriz ajuda a tornar este mito crível.